# Sveučilište u Göttingenu
Sveučilište u Göttingenu (njem. Georg-August-Universität Göttingen, lat. Universitas Regiæ Georgiæ Augustæ), osnovao je 1732./1734. britanski kralj i hanoverski izbornik George II., dok je otvoreno za nastavu 1737.
Sveučilište se brzo razvilo i uskoro je s oko 1000 studenata postalo jedno od najvećih u Europi toga vremena. Naročito je bio poznato po studijama pravnih znanosti. Johann Stefan Piter je ovdje u 18. stoljeću predavao javno pravo, a neki od njegovih studenata bili su: Klemens Wenzel Lothar Metternich i Alexander von Humboldt. Napoleon je ovdje studirao pravo i primijetio da: „Göttingen pripada cijeloj Europi“. Arthur Schopenhauer je postao student 1809., a Otto von Bismarck 1832. Godine 1837., sedmorica profesora su se pobunila protiv apsolutizma kraljeva Hanovera zbog čega su otpušteni. Time je Sveučilište značajno oslabljen. Oni su danas poznati kao Göttingenska sedmorica, a među njima su bili braća Grimm, Heinrich Evald, Wilhelm Weber i Georg Gervinus.
Götingen je razvijao i svoju reputaciju u prirodnim znanostima, naročito matematici. Carl Friedrich Gauss je ovdje predavao u 19. stoljeću. Zlatno doba Sveučilišta trajalo je od početka 20. stoljeća do 1933. kada su nacisti krenuli u čistku židovskih profesora.
Do danas je 45 dobitnika Nobelove nagrade predavalo na Sveučilištu u Götingenu ili su se ovdje bavili znanošću. Većina njih je nagradu dobila u prvoj polovini 20. stoljeća.
Sveučilište u Göttingenu najstarije je aktivno sveučilište u Donjoj Saskoj. Na Sveučilištu je 2008. radilo 411 profesora na 13 fakulteta.
Državna i sveučilišna biblioteka Donje Saske u Göttingenu je s 4,5 milijuna knjiga jedna od najvećih u Njemačkoj. 